# 藏飞蛾藤
藏飞蛾藤（学名：Porana grandiflora）为旋花科飞蛾藤属的植物。分布在锡金、尼泊尔以及中国大陆的西藏等地，生长于海拔2,400米的地区，常生于山谷林缘，目前尚未由人工引种栽培。
种名grandiflora意为“大花的”。